# 邱宗恕
邱宗恕（？—？），清朝政治人物。
邱宗恕曾于1851年接替李辉德任娄县知县一职，1853年由刘郇膏接任。